# Olis
Ne doit pas être confondu avec H. H. Hollis.
Olivier Longe dit Olis, né le 7 août 1965 à Liège, est un auteur de bande dessinée humoristique belge.

## Biographie
Olivier Longe naît le 7 août 1965 à Liège. Il s'inscrit à l'Institut Saint-Luc à Bruxelles pour l'aura de sa section bande dessinée. Il est attiré par l'humour du journal Pilote des années 1970 et tout spécialement par celui de Fred. En 1988, Olivier Longe, qui signe Olis, commence sa carrière dans l'animation et le cartoon chez Spirou, dans la rubrique Scoop Magazine. Il poursuit sa collaboration auprès du périodique.
En 1991, il entame la série sur le Garage Isidore avec François Gilson, contant les déboires d'Isidore, garagiste automobile, jusqu'en 2002 passant la main à Stédo afin de se concentrer sur des projets personnels. Ces gags sont compilés en albums aux éditions Dupuis depuis 1995 (8 albums 1995-2008).
En 2005, il crée la série Gâbs dans Pif Gadget qu'il poursuivra jusqu'en 2008.
En 2010, il crée seul une série humoristique Le Chantier explorant le monde de la construction, 2 albums chez Bamboo Édition.
En 2014, chez le même éditeur, il lance une nouvelle série humoristique située dans la préhistoire Graines de Sapiens. La série s'arrête au deuxième tome publié en 2015.
En avril 2021, il participe au collectif Lovely Wheels chez C.M. Éditions.

## Œuvre

### Collectifs
- Lovely Wheels, C.M. Éditions, avril 2021
Scénario : Christian Mathoul - Dessin : collectif dont Olis -  (ISBN 978-2-9602788-0-4)Format à l'italienne.

### Expositions collectives
- Exposition Hommage à Jijé avec Blondin et Cirage - Silence on Tourne ! à la Maison de la Bande Dessinée du 10 novembre 2010 au 8 avril 2011[15].

#### Livres
: document utilisé comme source pour la rédaction de cet article.
- Jean Pirotte (dir.) et Luc Courtois, Du régional à l'universel. : L'imaginaire wallon dans la bande dessinée., Louvain-la-Neuve, Fondation wallonne Pierre-Marie et Jean-François Humblet, 1999, 310 p. (ISBN 978-2-9600072-3-7 et 2960007239, OCLC 1075833932), p. 242 lire sur Google Livres
- Jacques Fiérain, « Olis », dans La BD dans les provinces de Liège, Namur et Luxembourg, Charleroi, Éd. l'Âge d'or, 2004, 112 p., ill. ; 31 cm (ISBN 9782960019698, OCLC 470388297, présentation en ligne), p. 78. .
- Henri Filippini, « Olis », dans Dictionnaire de la bande dessinée, Paris, Bordas, 2005, 912 p., ill. ; 27 cm (ISBN 9782047299708 et 2047299705, OCLC 1009545288, présentation en ligne), p. 831. .
- Philippe Mellot, Michel Denni, Laurent Turpin et Isabelle Morzadec, Trésors de la bande dessinée : BDM 2021-2022 - Catalogue encyclopédique et Argus, Paris, Les Arènes, novembre 2020, 22e éd., 1700 p., ill. ; 23 cm (ISBN 9791037502582, OCLC 1240308146, présentation en ligne), p. 228, 464, 489. .

#### Périodiques
- Hugues Dayez, « Les Aventures d'un journal : Garage Isidore pour la nouvelle année », Spirou, Dupuis, no 3898,‎ 26 décembre 2012, p. 31.